# 施魏格瓦爾巴赫河
47°53′16″N 11°27′38″E / 47.88786°N 11.46058°E

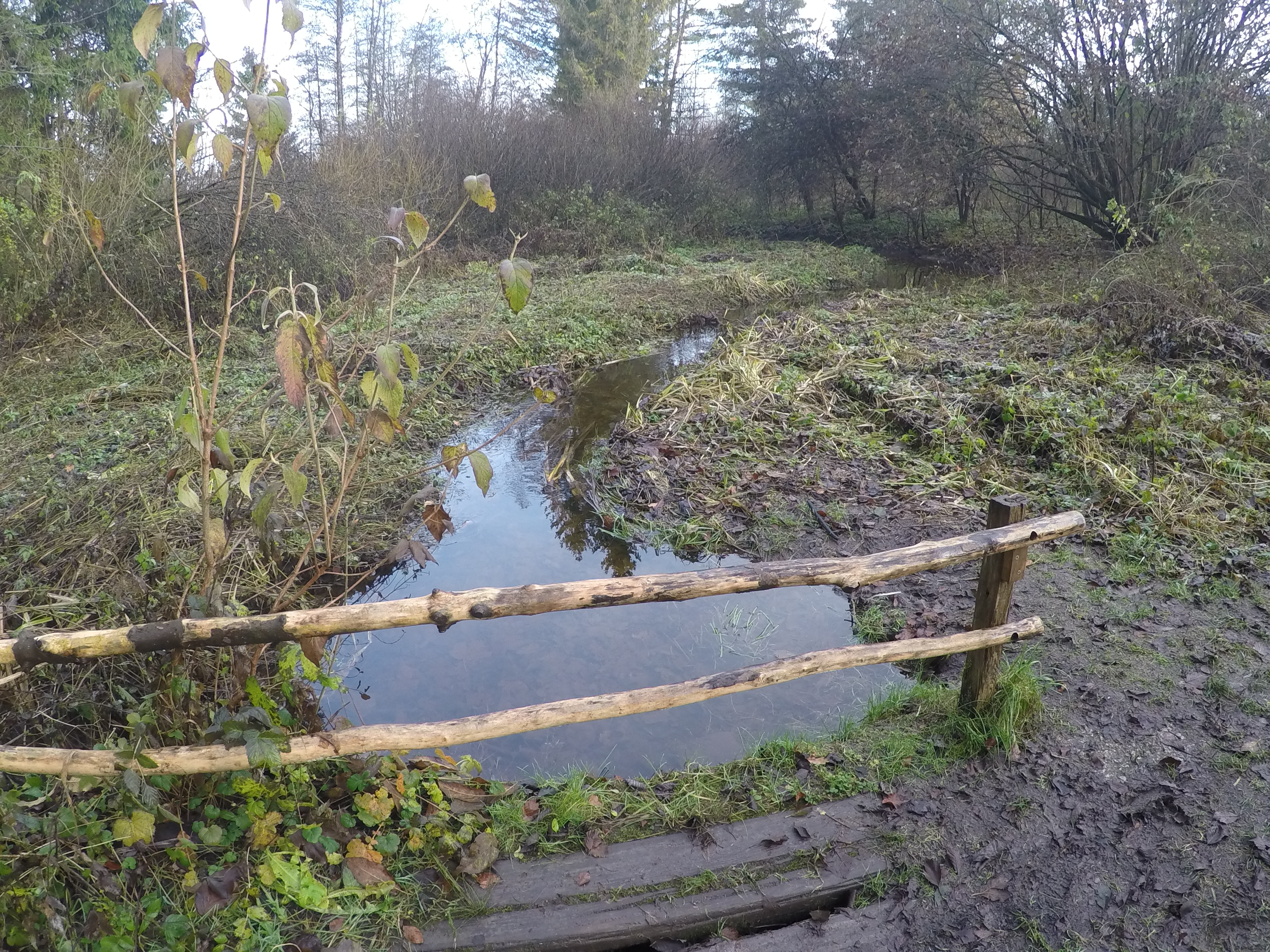

施魏格瓦爾巴赫河是德國的河流，位於該國東南部，由巴伐利亞負責管轄，屬於伊薩爾河的左支流，河道全長4.9公里，流經巴特特爾茨-沃爾夫拉茨豪森縣。